# Campionat d'Europa de motocròs
|  | Per a altres significats, vegeu «Campionat d'Europa de motocròs (desambiguació)». |

El Campionat d'Europa de motocròs (oficialment: FIM Motocross European Championship), regulat per la FIM, va ser la màxima competició internacional de motocròs entre 1952-1956. El campionat es va inaugurar el 1952 amb una única categoria de 500cc. El 1957 la FIM va ampliar l'abast de la competició a rang mundial, creant el Campionat del Món de motocròs (FIM Motocross World Championship). Aquell any, a més, la FIM va instaurar el Campionat d'Europa per a la cilindrada dels 250cc, que va passar a rang de campionat del món el 1962. Finalment, el 1973, la FIM va crear un nou campionat europeu per a la cilindrada dels 125cc, el qual va passar a ser mundial el 1975.
Cal no confondre aquesta antiga competició amb el nou Campionat d'Europa de motocròs (EMX) que organitza des del 1998 la FIM Europe.

## Llista de campions
Font:

### Campionat d'Europa de 500cc (1952-1956)
El Campionat d'Europa de motocròs va ser la primera competició internacional individual d'aquest esport (abans, el 1947, s'havia instaurat el Motocross des Nations per a seleccions estatals). Aquest primer campionat s'anomenava simplement "European Motocross Championship" i se'n limitava la cilindrada de les motocicletes a 500 cc.
| Edició | Any  | Campió          | Motocicleta |
| ------ | ---- | --------------- | ----------- |
| I      | 1952 | Victor Leloup   | Saroléa     |
| II     | 1953 | Auguste Mingels | FN          |
| III    | 1954 | Auguste Mingels | FN          |
| IV     | 1955 | John Draper     | BSA         |
| V      | 1956 | Les Archer      | Norton      |

### Campionat d'Europa de 250cc (1957-1961)
El Campionat d'Europa de 250cc es va disputar cinc anys abans d'esdevenir mundial, inicialment amb el nom de Coup d'Europe i, a partir de 1959, ja com a European Championship.
| Edició | Any  | Campió             | Motocicleta |
| ------ | ---- | ------------------ | ----------- |
| I      | 1957 | Fritz Betzelbacher | Maico       |
| II     | 1958 | Jaromír Cížek      | Jawa        |
| III    | 1959 | Rolf Tibblin       | Husqvarna   |
| IV     | 1960 | Dave Bickers       | Greeves     |
| V      | 1961 | Dave Bickers       | Greeves     |

1. 1 2  De 1957 a 1958, el Campionat d'Europa de 250cc es va anomenar Coup d'Europe.

### Campionat d'Europa de 125cc (1973-1974)
El Campionat d'Europa de 125cc es va disputar dos anys abans d'esdevenir mundial. El seu nom oficial era Cup FIM 125cc.
| Edició | Any  | Campió         | Motocicleta |
| ------ | ---- | -------------- | ----------- |
| I      | 1973 | André Malherbe | Zündapp     |
| II     | 1974 | André Malherbe | Zündapp     |